# Thoralf Grospitz
Thoralf Grospitz (* 1963 in Hamburg) ist ein deutscher Biologe, Tierfilmer, Kameramann, Regisseur und Filmproduzent.
Bevor Grospitz zum Naturfilm kam, arbeitete er als Pressefotograf. Zusammen mit Jens Westphalen schuf er mehrere Filme.

## Filmographie
- 1995: Lippenbären und wilde Büffel – Nationalparks in Sri Lanka
- 1997: Helgoland – Vogelparadies auf steilen Klippen
- 1998: Invasion aus dem Meer (Costa Rica)
- 2000: Wamba der Waschbär für die Sendung mit der Maus
- 2003: Die frechen Spatzen von Berlin
- 2006: Seehund ahoi! für den NDR
- 2006: Die Nordsee in der NDR-Reihe Expeditionen ins Tierreich
- 2010: Wildes Hamburg – Tiere in der Stadt für ARTE
- 2010: Wildes Japan in der ARD-Reihe Erlebnis Erde
- 2011: Nordfriesland in der ARD-Reihe Wildes Deutschland
- 2014: Australien – Im Reich der Riesenkängurus / Im Dschungel der Riesenvögel / In den Wäldern der Koalas
- 2015: Terra Mater:  Australien – Land der Roten Riesen